# Fuerza Aérea y Defensa Aérea de Bielorrusia
La Fuerza Aérea y Defensa Aérea Bielorrusa (en bielorruso: Ваенна-паветраныя сілы і войскi супрацьпаветранай абароны, transliterado: Vajenna-pavetranija szili i vojszki szupracpavetranaj abaroni) es la rama de las Fuerzas Armadas de Bielorrusia cuya función es la vigilancia del espacio aéreo de Bielorrusia. Fue establecida el 15 de junio de 1992, poco después de la disolución de la Unión Soviética, heredando parte de los aviones de la Fuerza Aérea Soviética que quedaron en territorio del país.

## Aeronaves y equipamiento
La Fuerza Aérea y Defensa Aérea Bielorrusa cuenta con las siguientes unidades:
| Aeronave                | Origen          | Tipo                                      | Versiones        | En servicio | Notas                                                            |
| Aviones                 | Aviones         | Aviones                                   | Aviones          | Aviones     | Aviones                                                          |
| ----------------------- | --------------- | ----------------------------------------- | ---------------- | ----------- | ---------------------------------------------------------------- |
| Mikoyan-Gurevich MiG-29 | Unión Soviética | Avión de caza                             | MiG-29           | 39          | Al menos 5 unidades han sido actualizadas a la versión MiG-29BM. |
| Sukhoi Su-30            | Union Sovietica | Avion de caza                             | Su-30SM Su-30SM2 | 8 2         | [ 1 ] [ 2 ]                                                      |
| Sukhoi Su-27            | Unión Soviética | Avión de caza                             | Su-27Su-27UBM1   | 143         |                                                                  |
| Sukhoi Su-24            | Unión Soviética | Bombardero tácticoAvión de reconocimiento | Su-24MSu-24MR    | 296         |                                                                  |
| Sukhoi Su-25            | Unión Soviética | Avión de ataque a tierra                  | Su-25Su-25UB     | 146         |                                                                  |
| Aero L-39 Albatros      | Checoslovaquia  | Avión de entrenamiento avanzado           | L-39C            | 10          |                                                                  |
| Ilyushin Il-76          | Unión Soviética | Avión de transporte                       | Il-76MD          | 4           |                                                                  |
| Antonov An-12           | Unión Soviética | Avión de transporte                       | An-12BP          | 6           |                                                                  |
| Antonov An-24           | Unión Soviética | Avión de transporte                       | An-24            | 1           |                                                                  |
| Antonov An-26           | Unión Soviética | Avión de transporte                       | An-26RT          | 6           |                                                                  |
| Helicópteros            |                 |                                           |                  |             |                                                                  |
| Mil Mi-24               | Unión Soviética | Helicóptero de ataque                     | Mi-24VMi-24P     | 1412        |                                                                  |
| Mil Mi-6                | Unión Soviética | Helicóptero de transporte                 | Mi-6             | 15          |                                                                  |
| Mil Mi-8                | Unión Soviética | Helicóptero de transporte y ataque        | Mi-8             | 129         |                                                                  |
| Mil Mi-26               | Unión Soviética | Helicóptero de transporte                 | Mi-26            | 14          |                                                                  |